# Phymaturus verdugo
Phymaturus verdugo är en ödleart som beskrevs av  José Miguel Cei och VIDELA 2003. Phymaturus verdugo ingår i släktet Phymaturus och familjen Tropiduridae. Inga underarter finns listade i Catalogue of Life.